# Digimon Rumble Arena 2
Vous lisez un « article de qualité » labellisé en 2024.
Digimon Rumble Arena 2 (デジモンバトルクロニクル, Dejimon Batoru Kuronikuru, originellement intitulé Digimon Battle Chronicle) est un jeu vidéo de combat et d'action développé et distribué par la branche commerciale Bandai Games. Le jeu est développé par Black Ship Games et distribué par Bandai Games en Amérique du Nord et par Atari Inc. en Europe. Il est publié le 29 juillet 2004 au Japon, puis en septembre et en octobre de la même année en Amérique du Nord et en Europe sur PlayStation 2, GameCube et Xbox.
Suite de Digimon Rumble Arena, publié deux ans auparavant sur PlayStation en 2002, le jeu reprend le même principe que son prédécesseur : le joueur incarne un Digimon et combat un ou plusieurs autres de ses semblables contrôlés par l'intelligence artificielle, à un contre un dans différentes arènes interactives. Le mode « Solo » comprend une arborescence de combats qui inclut six niveaux dans lesquels le joueur affronte un à trois personnages en combat, tandis que le mode « Multijoueur » comprend au maximum quatre joueurs pouvant se battre en équipe ou individuellement.
Bandai annonce le jeu en janvier 2004, en même temps que Digimon World 4, par l'intermédiaire de sa lettre d'information Bandai Magazine destinée aux salons professionnels du jeu vidéo. Combattre avec un Digimon demande de la mémorisation et de la synchronisation plutôt que du réflexe. Dans sa bande-son, le jeu utilise le doublage, dont les voix sont en japonais et les commentaires en anglais. La version européenne est tirée de la version nord-américaine où les voix sont en anglais, et seuls les textes sont traduits en plusieurs langues, dont le français.
Digimon Rumble Arena 2 est bien accueilli par l'ensemble de la presse spécialisée, malgré sa trop grande similitude avec Super Smash Bros. Melee, la référence du genre développé par Nintendo, sans en avoir les qualités. Il lui est reproché son manque d'innovation et d'amusement, bien que la qualité du graphisme soit appréciée. Un « successeur spirituel », intitulé Digimon All-Star Rumble, est publié en 2014 à l'international sur PlayStation 3 et Xbox 360.

## Système de jeu
Digimon Rumble Arena 2 met en scène les différents Digimon protagonistes et antagonistes des quatre premières saisons de la série d'animation dérivée de la franchise médiatique Digimon, ainsi que de différents éléments tirés des jeux vidéo d'action et de combat. Le système de cet opus est pratiquement similaire à celui de Super Smash Bros. Melee et se focalise majoritairement sur les combats,.

### Modes de jeu
Trois modes de jeux sont accessibles dans le menu principal (« Solo », « Entraînement » et « Multijoueur ») et la vitesse des mouvements pendant les combats peut être par la suite sélectionnée entre lente, moyenne et rapide.
Le mode « Solo » comprend une arborescence de combats qui inclut six niveaux dans lesquels le joueur affronte un à trois personnages en combat. Chaque Digimon dispose de trois vies ; le dernier à qui il reste au moins une vie à l'issue du combat est le vainqueur. En plus des niveaux, le joueur fait face à quelques « attaques surprises » de la part des « BlackDigimon » ainsi qu'à un boss à chaque fin de partie. Remporter ces combats permet de débloquer de nouveaux personnages et de nouvelles arènes,.
Certains combats du mode « Solo » prennent la forme de mini-jeux, déblocables s'ils sont remportés. Le « KO minuté » consiste à infliger le maximum de knockouts (KO) à son adversaire en un temps imparti. Le mode « À distance » a pour but de marquer un maximum de points en conservant le plus longtemps possible un œuf spirituel, sans se le faire voler par l'adversaire ; une variante, « Collection » consiste à remporter la partie en collectant un maximum d'œufs. Le mode « Poison » met en scène un Digimon empoisonné, qui perd progressivement ses points de vie. Pour ne plus être empoisonné, il doit attaquer et transmettre le poison à son adversaire. Lors de la « Digicourse », le vainqueur est celui qui se digivolve et effectue son attaque spéciale à trois reprises. Le mode « Petit contre grand » voit s'affronter un Digimon face à un autre déjà digivolvé ; pour qu'il puisse se digivolver, le joueur doit battre son adversaire. Dans « Roi de la colline », le joueur doit rester le plus longtemps possible aux côtés d'un drapeau situé au centre d'une plateforme pour augmenter ses points et ses chances de gagner. Dans la « Poursuite », il doit poursuivre et attraper un petit Digimon nommé Calumon également pour augmenter ses chances de gagner.
Le mode « Entraînement » est un mode à part dans lequel le joueur peut s'entraîner contre un ou plusieurs Digimon contrôlés par ordinateur ou par d'autres joueurs ; aucune progression n'est effectuée dans ce mode et le nombre de vies est illimité. Le mode « Multijoueur » comprend au maximum quatre joueurs pouvant se battre en équipe ou individuellement.

### Personnages
| Personnages jouables,                                                                                        | Personnages jouables, | Personnages jouables, | Personnages jouables,                                                                                 |
| Disciples | Champions | Ultimes ou mégas | Déblocables                                                                                           |
| --- | --- | --- | --- |
| - Agumon - Biyomon - Flamemon - Gabumon - Gatomon - Gomamon - Guilmon - Patamon - Palmon - Tentomon - Veemon | - Greymon - Birdramon - Agunimon - Garurumon - Nefertimon - Ikkakumon - Growlmon - Togemon - Angemon - Kabuterimon - Flamedramon | - WarGreymon - Garudamon - BurningGreymon - MetalGarurumon - Angewomon - Zudomon - Gallantmon - Lillymon - MagnaAngemon - MegaKabuterimon - Imperialdramon | - BlackAgumon - BlackGabumon - BlackGuilmon - Duskmon - MaloMyotismon - Diaboromon - Omnimon - Neemon |

Quarante-neuf Digimon jouables sont présents au total, dont onze initialement proposés au début du jeu possédant chacun deux formes de digivolutions. Les neuf autres Digimon doivent être débloqués par le joueur, en les battant lors d'un combat dans le mode « Solo ». Le jeu met en scène les personnages des quatre premières saisons de l'anime, à l'exception des « BlackDigimon », dérivé de la franchise et regroupe plus précisément les différents Digimon protagonistes et antagonistes des séries Digimon Adventure, Digimon Adventure 02, Digimon Tamers et Digimon Frontier.
Chaque personnage possède ses propres mouvements, techniques, attaques et digivolutions,. La puissance peut varier d'un Digimon à un autre et les techniques varient également entre attaques simples, combos, attaques spéciales, parades et projections. Les Digimon, hormis cinq des huit déblocables — Duskmon, MaloMyotismon, Diaboromon, Omnimon et Neemon — ont la capacité d'accéder à la digivolution, c'est-à-dire le pouvoir de se transformer en un Digimon plus puissant : deux niveaux de digivolutions temporaires par Digimon sont disponibles. Les digivolutions sont accessibles lorsque le Digimon remplit sa « digi-jauge » d'un nombre suffisant de « digi-bonus » (orbes bleues), éparpillés dans l'arène ou directement absorbés, ayant émané d'un ou plusieurs adversaires qui ont été précédemment attaqués. Le système de santé est représenté par une barre durant les combats. Cette barre contient une jauge de santé, le score du joueur ainsi qu'une jauge permettant la digivolution et une attaque suprême. Un Digimon, lorsqu'il est mis K.O, revient automatiquement dans le combat sous son niveau précédent.

### Arènes et items

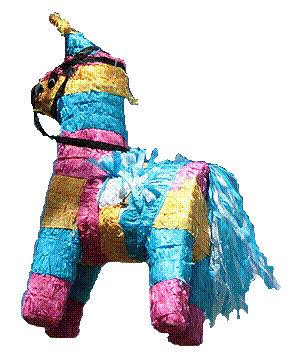
Lorsqu'il touche un item, le joueur peut se transformer en piñata, et se retrouver désavantagé lors d'un combat.

Le jeu met à disposition un total de dix différentes arènes interactives. Chacune d'entre elles contient des pièges à éviter ou à envoyer sur un adversaire potentiel lors des combats, causant par la suite des dégâts plus ou moins importants. Huit arènes sont initialement accessibles et deux autres sont à débloquer. La première des huit arènes initialement exposées dans le menu se nomme « Les Ruines de la jungle » et représente les ruines antiques d'une civilisation oubliée, entourées d'arbres sur lesquels le joueur peut sauter et qu'il peut également abattre. Les « Chutes de l'hévéa » se situent à plusieurs centaines de mètres de hauteur et mettent en scène une cascade et plusieurs plates-formes sur lesquelles tombent des rondins de bois qui peuvent soit assommer les Digimon, soit servir de tremplin pour monter sur une plate-forme plus élevée. « Le Ravin » prend place dans une ville fantôme du Far West dans laquelle des barils de TNT explosent et blessent les Digimon. Le « Lac de lave » a pour arrière-plan un crâne de pierre qui, lorsqu'il ouvre la bouche, fait monter le niveau de lave et recouvre les plates-formes de l'arène. Dans le « Quai 47 », des grues déchargent des caisses d'un navire qui risquent d'assommer les Digimon, qui doivent également faire attention à ne pas tomber dans l'eau. Dans « La Conserverie », des tapis roulants entraînent les adversaires dans le centre d'une machine qui les met directement KO. « Vapeur » prend place au milieu de l'océan, sur une plate-forme pétrolière, où les adversaires doivent esquiver des jets de vapeur et de flamme. « La Ville des jouets » est une ville composée de diverses variétés de jouets et de pièges qui s'écroulent au fur et à mesure de la progression du combat. Les deux arènes à débloquer sont le « Palais de glace », une arène composée de stalactites et de plusieurs plates-formes de neige, et « Le Désert », un niveau où les plates-formes peuvent tomber dans le vide, geler, exploser et voir leur gravité s'inverser.
Pendant les combats, des items (bonus et power-up) apparaissent aléatoirement et peuvent donner avantage, ou désavantage, aux personnages présents dans l'arène. Certains de ces items peuvent infliger des dégâts à un adversaire ou au joueur lui-même. Ainsi, le joueur peut diminuer, augmenter voire remplir totalement la jauge de digivolution, ou même forcer tous les Digimon de l'arène à se digivolver au niveau supérieur, ou au niveau inférieur, et une autre carte renforce la puissance des attaques infligées à l'ennemi. D'autres power-up permettent au joueur de récupérer une partie, voire tous les points de vie, ou encore une vie supplémentaire. D'autres power-up enflamment le Digimon et permettent à ce dernier d'infliger des dégâts aux adversaires en les touchant, ou augmentent la puissance d'attaque, ou encore rendent invincible pendant un court laps de temps. À l'inverse, des éclairs infligent des dégâts au Digimon qu'ils électrocutent, un item endort le Digimon ou le transforme en piñata, qui offre de nombreux items aux adversaires qui la frappent. Un autre item fait prendre au joueur le contrôle d'un autre Digimon. Enfin, un dernier power-up fait apparaître Phantomon, qui met KO tous les adversaires qu'il touche,.

## Développement

Digimon Battle Chronicle, titre original du jeu sous sa version japonaise.

En janvier 2004, la société Bandai, par l'intermédiaire de sa lettre d'information Bandai Magazine destinée aux salons professionnels du jeu vidéo, annonce la sortie de six titres, dont Digimon World 4 et Digimon Rumble Arena 2, alors prévu pour juin de la même année sur Xbox et GameCube. Le portage pour GameCube est présenté au public à l'occasion de l'Electronic Entertainment Expo 2004 organisé à Los Angeles du 15 au 18 mai 2004, où il est notamment possible de tester le mode multijoueur. La sortie du jeu est alors reportée pour le mois d'août.
Deux ans après la publication du premier opus Digimon Rumble Arena (Digimon Tamers Battle Evolution, au Japon), Bandai tente d'ajouter un deuxième jeu uniquement composé de combats à sa liste de jeux vidéo dérivés de la franchise. La société s'intéresse particulièrement aux meilleures ventes de jeux vidéo durant 2004, et vient à la conclusion que le meilleur moyen de rehausser la popularité de ses jeux vidéo est de s'inspirer de la série Super Smash Bros.. Cette nouvelle version de Digimon Rumble Arena possède un graphisme plus travaillé, développé en deux et trois dimensions. Elle contient des environnements interactifs, bien que le contrôle des personnages soit resté simpliste. Le contrôle se focalise principalement sur des enchaînements de combos que le joueur peut infliger à ses adversaires. Les mouvements sont horizontaux et s'effectuent de haut en bas et de bas à gauche. Combattre avec un Digimon demande de la mémorisation et de la synchronisation plutôt que du réflexe. Dans sa bande-son, le jeu utilise le doublage, dont les voix, issues de l'anime original, sont en japonais et les commentaires en anglais. La version européenne est tirée de la version nord-américaine où les voix sont en anglais, et seuls les textes sont traduits en plusieurs langues, dont le français.
Un prototype du jeu datant du 5 mars 2003, totalement différent de sa version finale, est retrouvé dans le disque officiel PlayStation 2 par un joueur et mis en ligne en 2020. L'écran titre et l'écran de sélection des personnages y sont différents, et quatre personnages aperçus dans le prototype — Hawkmon, Armadillomon, Renamon, et Terriermon — sont absents de la version finale.

## Sortie
Digimon Rumble Arena 2 sort le 29 juillet 2004 au Japon sous le titre Digimon Battle Chronicle, puis le 3 septembre 2004 en Amérique du Nord par l'éditeur Bandai Games, et le 15 octobre 2004 en Europe par l'éditeur Atari Europe sur consoles PlayStation 2, GameCube et Xbox. La version nord-américaine sur GameCube sort en revanche le 6 septembre 2004,. La version japonaise du disque physique montre Veemon et les versions nord-américaine et européenne un simple circuit imprimé,.
Après sa publication, le jeu est classé « A » par Computer Entertainment Rating Organization (CERO), « 12+ » (12 ans et plus) par Pan European Game Information (PEGI) et « T » (Teen) par Entertainment Software Rating Board (ESRB).

## Accueil
Digimon Rumble Arena 2 est bien accueilli par l'ensemble de la presse spécialisée dès sa sortie, qui le considérait au préalable de « frénétique » et « plus fou que jamais ». En 2024, l'agrégateur MobyGames lui accorde 73, 72 et 65 % respectivement sur les trois consoles PlayStation 2, Xbox et GameCube,,. Metacritic, lui, accorde 63, 65 et 71 % respectivement sur PlayStation 2, Xbox et GameCube,,. Dans son ensemble, le jeu possède « un certain charme » mais est « tout sauf » un jeu de combat amusant ; il comprend des « éléments supplémentaires inutiles » comparé à son prédécesseur sorti en 2002, et « ne surpasse en rien ce qui l'a inspiré, quelle que soit la catégorie imaginable, mais il en fait suffisamment pour mériter d'être essayé et probablement acheté ».
Digimon Rumble Arena 2 est, comme pour son premier volet, le plus souvent comparé à Super Smash Bros. Melee pour lequel « les fans détesteront ce jeu pour son incapacité à mettre en valeur les piliers de Nintendo dans son titre. Il n'offre pas non plus le genre de complexité simpliste exaspérante que seul Melee peut offrir ». Tandis que certains le considèrent comme trop proche de Melee, le qualifiant même de « clone » de ce dernier,, d'autres pensent qu'il est « loin d'être une pâle copie » et « tient plutôt bien la route en proposant un véritable divertissement à plusieurs ».
Le graphisme et l'environnement du jeu sont bien accueillis, les personnages et les « petites explosions de lumière » étant qualifiés de « mignons ». Les graphismes « n'excellent dans rien », mais la présentation élégante des menus et les personnages notamment colorés les rendent « acceptables ». La réalisation « tient la route », le level design est très intéressant, et les environnements sont « détaillés et interactifs, à tel point qu'ils sont parfois une distraction ».
Le gameplay se révèle « plus étoffé et beaucoup plus précis que dans le premier volet », mais ne fait pas l'unanimité. Cet opus est qualifié de « médiocre » et tout ce qui fait la qualité de la référence chez Nintendo « n'y figure pas ». Si les arènes sont « sympas » et ont une excellente interactivité, le jeu est « trop facile » et les personnages, « qui ne sont pas géniaux », ont des commandes « instinctives », et « disposent de bottes secrètes qui requièrent des combinaisons un peu plus compliquées ». Les bagarres « simplistes » « entre les gentils et les méchants » sont comparées à celles des Power Rangers. Par ailleurs, le jeu « ne récompense pas assez le système de digivolutions, ce qui donne un gameplay un peu obsolète ». Le mode solo « n'apporte aucun plaisir de jeu à long terme » tandis que celui du mode multijoueur « ne dure pas longtemps ». Les attaques de Digimon, qui sont de « deux ou trois mouvements intéressants » pour les personnages digivolvés, sont « similaires » les unes aux autres, car « les mécanismes de combat sont si simples qu'un chat se frottant contre la manette pourrait probablement gagner quelques combats ».
Enfin, la bande-son est, quant à elle, accueillie de manière plutôt mitigée. Elle présente « des dialogues moyens, des bruitages peu impressionnants et des musiques d'ambiance quelconques ». Les bruitages et les explosions sont « mignons » et correspondent à ce que l'on peut attendre de l'univers Digimon, « mais si on s'attendait à une bande-son émouvante de Thomas Newman qui semble arrêter le monde pendant quelques minutes, on pourrait aussi bien nous balancer un marteau directement dans le visage ». Les mélodies sont « plus ennuyeuses que palpitantes et tous les sons semblent trop enfantins pour un jeu de combat ».

## Postérité
Digimon All-Star Rumble, le « successeur spirituel » des deux premiers volets, Digimon Rumble Arena et Digimon Rumble Arena 2, est publié sur les consoles PlayStation 3 et Xbox 360 en 2014 à l'international. Il dispose d'un total de 32 personnages jouables, représentant les six premières saisons de la série d'animation, de Digimon Adventure à Digimon Fusion,. Le jeu est généralement félicité pour le retour de la franchise Digimon en jeu vidéo dans les marchés occidentaux, mais généralement mal accueilli par la presse spécialisée, notamment à cause du manque de mode multijoueur en ligne.